# NGC 4297
إن جي سي 4297 التي يرمز لها بالرمز NGC 4297، هي مجرة، في كوكبة العذراء.

## الاكتشاف
اكتشفت في 13 أبريل 1784، بواسطة ويليام هيرشل.